# 側鞍騎乘

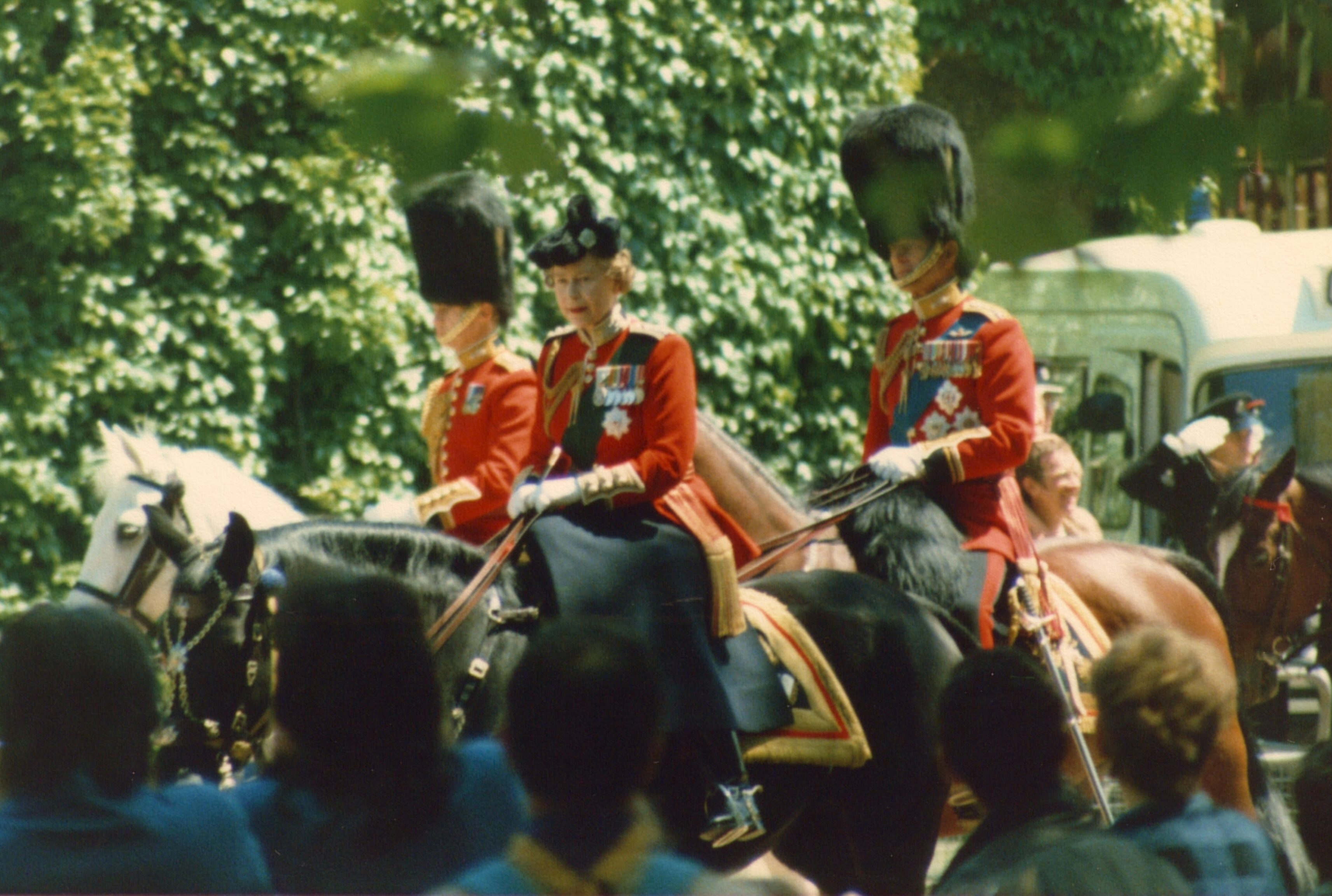
採用側鞍騎姿檢閱部隊的英女王伊莉莎伯二世，攝於1986年。值得注意的是，英女王自1987年之後，已經改為乘坐馬車閱兵，故側鞍騎姿已少見於公開場合

側鞍騎乘（英語：riding Side-saddle ）是一種特殊的騎乘方式，通常為女性騎手所採用。這種騎乘方式容許騎手把雙腿側放在鞍具的一側（通常是左側），而不是像常規騎乘那樣跨坐在馱獸（如馬、毛驢、騾子等）的背上，雙腿分別放置於鞍具的兩側。側鞍騎乘的歷史可以追溯到中世紀時期的歐洲，當時歐洲婦女（特別是那些出身貴族階層的）為了在身穿長裙的情況下仍然可以保持莊重的儀態，特意採用了這一特殊的騎乘姿勢。時至今天，在許多西方國家仍然經常可以看到身穿長裙的婦女，在出席重要場合或儀式時，採用這種騎乘方式。